# Lameiras
Lameiras ist eine Gemeinde (Freguesia) im portugiesischen Kreis Pinhel. In ihr leben 200 Einwohner (Stand 19. April 2021).